# ぷれサタ!
『ぷれサタ!』 (PRESAT!) は、2010年10月2日から2013年3月16日まで東海テレビで放送された生放送の情報番組。

## 概要
“名古屋週末最強ローカル情報エンタテインメント”を目指すというコンセプトで、2010年秋の新番組の目玉の一つとして、2010年9月25日まで放送されていた『スーパーサタデー』の後番組として放送開始。
ぷれサタ!という番組名は、【place　どこか】で【pleasant 感じのいい】【pleasure　喜び】ある【play 遊び】の【preciouse 価値ある】【pre 先行情報】を【presentation プレゼン】する【Saturday 土曜日】という意味からきている。
生活タウン情報・社会情報・芸能エンタメ情報と3つの柱で展開し、グルメ・旅・最新スポットなどローカル情報から、事件・事故・政治・経済まで“旬の情報”をどう伝えるかにこだわって番組を発信。また、全国ネットでは言えないウラ情報や名古屋にこだわった情報満載の番組である。番組の顔には、タレント、文化人、モデル、スポーツ選手など旬な人物をゲストコメンテーターとして、毎週3 - 5名をスタジオに迎える。番組の「売り」は、「生活タウン情報」にもっとも重点を置き、徹底的に地元にこだわり、あくまでも生活者目線で情報を発信。また、単に情報を詰め込むだけではなく、時には緩く、時には人情たっぷりと演出することで、土曜朝の豊かな時間を届けることを売りとしている。なお、初代総合司会の小田島はスポーツ担当であるが、「スパサタ」で扱っていたスポーツ関係の話題（ドラゴンズHOTスタジオ含む）は土曜夕方の「pluspo」に事実上機能を移転しており、取り上げる機会は少ない。
放送は東海テレビのAスタジオを使用して行われている。ちなみに、Aスタジオはかつての平日当該時間帯の『ぴーかんテレビ』（放送事故「セシウムさん騒動」により2011年8月4日終了）でも使用されており、本番組のセットは『ぴーかんテレビ』のセットを一部アレンジして使用している。
2013年3月16日放送分をもって終了。本番組を最後に東海テレビは土曜午前ローカル生ワイド情報番組から撤退した。のちに日曜昼ワイド「スタイルプラス」も2019年9月29日放送分をもって終了し（13年の歴史に幕を閉じ）、日曜昼のローカル生ワイド番組からも撤退。ぴーかん不祥事以前から続いていた東海テレビのローカル生ワイド番組は（「スタイルプラス」を最後に）完全消滅した（本番組が終了した翌月=2013年4月1日より月 - 金の午前帯で開始された「スイッチ!」に集約）。

## 放送時間
- 土曜 9:55 - 11:20 （2010年10月2日 - 2011年9月24日）
- 土曜 9:53 - 11:20 （2011年10月1日 - 2013年3月16日）

## 終了時点での出演者
司会
- 水道橋博士（浅草キッド）※2011年9月まではメインコメンテーター
- 藤本晶子（東海テレビアナウンサー）（2011年10月1日-　）※2011年4月-9月まではプレゼンター

ゲストコメンテーター（毎週3～5人が出演）
- いとうあさこ
- いとうまい子
- 井戸田潤（スピードワゴン）
- おおたわ史絵
- 尾木直樹
- 佐藤かよ
- 紗羅マリー
- 高田延彦
- 福田彩乃
- 松尾陽介（ザブングル）[1]
- 八代英輝
  - ゲストコメンテーターは、本番組と翌日の生放送番組『スタイルプラス』と2日続けて生出演することもある。
  - 2010年11月20日の中日ドラゴンズ優勝パレードを峰竜太が生リポートした。

プレゼンター
- 『旅人照英』：照英 （番組内での肩書は「旅人」）※年内最後の放送の時は、本人がスタジオに生出演する。[2]

レポーター
- 杉山真一（東海テレビアナウンサー）（2011年10月1日 -　）
- 憲俊
- 武裕美（当時東海テレビアナウンサー）

ナレーター
- 岡田考平（当時東海テレビアナウンサー）
- 真渓ハナ（大ナゴヤ☆ランキング）

## 過去の出演者
司会者
- 小田島卓生（東海テレビアナウンサー、2010年10月2日-2011年9月24日）

ゲストコメンテーター
※いずれも隔週出演
- うつみ宮土理
- 押切もえ
- 小原正子（クワバタオハラ）
- くわばたりえ（クワバタオハラ）
- 斉藤慶子
- 玉袋筋太郎（浅草キッド）[3]
- ふかわりょう
- 辺見えみり
- 水野裕子
- ミッツ・マングローブ
- 田丸麻紀
- 渡部建（アンジャッシュ）[4]
- 中村豪（やるせなす）[5]

プレゼンター
- 『ぷれサタ!特集』（2010年11月ごろまでは『ぷれサタ!ジャーナル』）：大村正樹（プレミアムプレゼンター） 、長谷川まさ子（隔週出演）、勅使河原由佳子（東海テレビアナウンサー）、山浦ひさし[6]
- 『ぷれサタ!エンタメ』：デーブ・スペクター、駒井千佳子、井上公造（交互に出演）
- 『高田彦神社』：高田延彦（番組内での肩書は「神様」）、武裕美（当時東海テレビアナウンサー）

## 番組内容
- 9:55 - オープニング
- ～10:45頃 - 『トコトン!』：最新の情報などを取り扱う。 / 『大ナゴヤ☆ランキング』：東海地区の最新スポットや話題をランキング形式で紹介。 / 『高田彦神社』：高田延彦による中継コーナー。
- ～11:10頃 - 『旅人照英』：リポーターの照英が、鉄道の駅に設置されたぷれサタ！特製の“伝言板”を頼りに街の魅力をアポ無しでぶらりと探る。テーマソングは、奥田民生の歌でスピッツがカバーした「さすらい」。探訪番組では定番であるナレーターが説明するのではなく、テロップのみで街の魅力を補足説明しているほか、しゃべり言葉を説明するテロップも飾り・色付けも無く、いたってシンプルとなっている。レギュラーコメンテーターと一緒に旅をしたことが過去数回ある（水道橋博士、高田延彦、いとうまい子）[7]。
- 11:15 - エンディング